# Estación Tambillo
Tambillo fue una estación de ferrocarril que se hallaba en pleno Desierto de Atacama en la Región de Tarapacá de Chile. Fue parte del Longitudinal Norte; actualmente no quedan restos de la estación.

## Historia
Con la existencia del ferrocarril Longitudinal Norte recorriendo el desierto de Atacama, no fue sino hasta mucho después, cerca de la década de 1940, que se inaugura la estación Tambillo, a kilómetros del salar de Llamara. En julio de 1931 fue habilitado en el sector un desvío para carga. Esta estación recién es mencionada en documentos de 1949. Ya para 1960 la estación estaba cerrada y descrita como "en ruinas".
Actualmente el asentamiento ubicado en el entorno de la estación es definido por el Instituto Nacional de Estadísticas como un caserío.